# سواتپلوک اینمان
سواتُپلوک اینِمان (چکی: Svatopluk Innemann; ۱۸ فوریهٔ ۱۸۹۶ – ۳۰ اکتبر ۱۹۴۵) کارگردان فیلم، فیلم‌بردار، بازیگر، فیلم‌نامه‌نویس، تدوین‌گر، فیلم‌بردار صحنه و کارگردان اهل اتریش-مجارستان با اصالت چکی بود.